# بریستول جنگنده ژوپیتر
بریستول جنگنده ژوپیتر (به انگلیسی: Bristol Jupiter Fighter) یک هواگرد ساختِ کارخانهٔ بریستول ایروپلین در بریتانیا است. این هواگرد برای اولین بار در روز ۱ ژوئن ۱۹۲۳ میلادی به پرواز در آمد.